# Miliano Jonathans
Miliano Jonathans (Arnhem, 5 aprile 2004) è un calciatore olandese, attaccante dell'Utrecht.

## Carriera
Cresciuto nel settore giovanile del Vitesse, ha esordito in prima squadra il 24 aprile 2022 in occasione dell'incontro di Eredivisie perso 1-0 contro il Willem II. Il 31 agosto successivo ha prolungato il contratto con i gialloneri fino al 2025.

## Statistiche

### Presenze e reti nei club
Statistiche aggiornate al 4 febbraio 2023.
| Stagione        | Squadra         | Campionato      | Campionato | Campionato | Coppe nazionali | Coppe nazionali | Coppe nazionali | Coppe continentali | Coppe continentali | Coppe continentali | Altre coppe | Altre coppe | Altre coppe | Totale | Totale |
| Stagione        | Squadra         | Comp            | Pres       | Reti       | Comp            | Pres            | Reti            | Comp               | Pres               | Reti               | Comp        | Pres        | Reti        | Pres   | Reti   |
| --------------- | --------------- | --------------- | ---------- | ---------- | --------------- | --------------- | --------------- | ------------------ | ------------------ | ------------------ | ----------- | ----------- | ----------- | ------ | ------ |
| 2021-2022       | Vitesse         | ED              | 1+1        | 0          | CO              | -               | -               | UECL               | -                  | -                  |             | -           | -           | 2      | 0      |
| 2022-2023       | Vitesse         | ED              | 5          | 0          | CO              | 0               | 0               |                    | -                  | -                  |             | -           | -           | 5      | 0      |
| Totale Vitesse  | Totale Vitesse  | Totale Vitesse  | 6+1        | 0          |                 | 0               | 0               |                    | -                  | -                  |             | -           | -           | 7      | 0      |
| Totale carriera | Totale carriera | Totale carriera | 6+1        | 0          |                 | 0               | 0               |                    | -                  | -                  |             | -           | -           | 7      | 0      |